# Çanakkale Belediye Spor Kulübü
Il Çanakkale Belediye Spor Kulübü è una società pallavolistica turca con sede a Çanakkale: milita nel campionato turco di Sultanlar Ligi.

## Storia
Il Çanakkale Belediye Spor Kulübü viene fondato nel 1987, militando nei primi anni della propria storia nelle serie minori del campionato turco. Nel 2013 il club ottiene la promozione nella Voleybol 1. Ligi, esordendovi nella stagione 2013-14, al termine della quale ottiene la salvezza dopo i play-out.

## Rosa 2018-2019
| N° | Nome                | Ruolo | Data di nascita  | Nazionalità sportiva |
| -- | ------------------- | ----- | ---------------- | -------------------- |
| 1  | Ebru Bedir          | C     | 7 marzo 1993     | Turchia              |
| 3  | Birgül Güler        | S     | 2 maggio 1990    | Turchia              |
| 4  | Işıl Öz             | L     | 12 aprile 1998   | Turchia              |
| 8  | Semra Özer          | S     | 19 gennaio 1994  | Turchia              |
| 9  | Rachel Sánchez      | C     | 9 gennaio 1989   | Cuba                 |
| 10 | Ece Hocaoğlu        | S     | 5 marzo 1994     | Turchia              |
| 11 | Gökçe Aksoylu       | P     | 4 luglio 1991    | Turchia              |
| 12 | Bihter Dumanoğlu    | L     | 3 febbraio 1995  | Turchia              |
| 14 | Melis Durul         | O     | 21 gennaio 1993  | Turchia              |
| 15 | Dominika Sobolska   | C     | 3 dicembre 1991  | Belgio               |
| 17 | Cansu Aydınoğulları | P     | 18 febbraio 1992 | Turchia              |
| 18 | Yasemin Yıldırım    | C     | 28 gennaio 1995  | Turchia              |

## Palmarès
- BVA Cup: 1

2016